# Svartfläckig glanssmygare
Svartfläckig glanssmygare, Carterocephalus silvicola, är en fjärilsart i familjen tjockhuvuden. Vingspannet varierar mellan 23 och 26 millimeter, på olika individer.

## Beskrivning

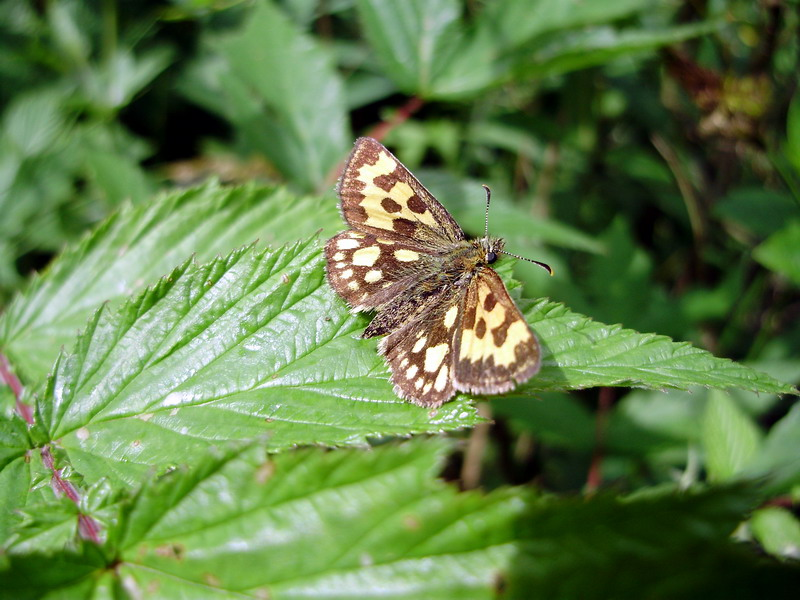
Honan av svartfläckig glanssmygare är brunare än hanen.

Hanen är på framvingarnas ovansida mörkgul med mörkbruna fläckar. Bakvingarna är ofta mer bruna eller gulbruna med mörkgula fläckar. Vingarnas ytterkanter och bakkanter är mörkbruna. Honans utseende skiljer sig från hanens genom mycket bredare bruna kanter på framvingarna och bakvingarna är mörkare bruna. Honan av svartfläckig glanssmygare är mycket lik både honan och hanen av gulfläckig glanssmygare. På undersidan är svartfläckig glanssmygare ljust gulbrun med stora gula fläckar. Larven är ljusbeige och blir upp till 25 millimeter lång.

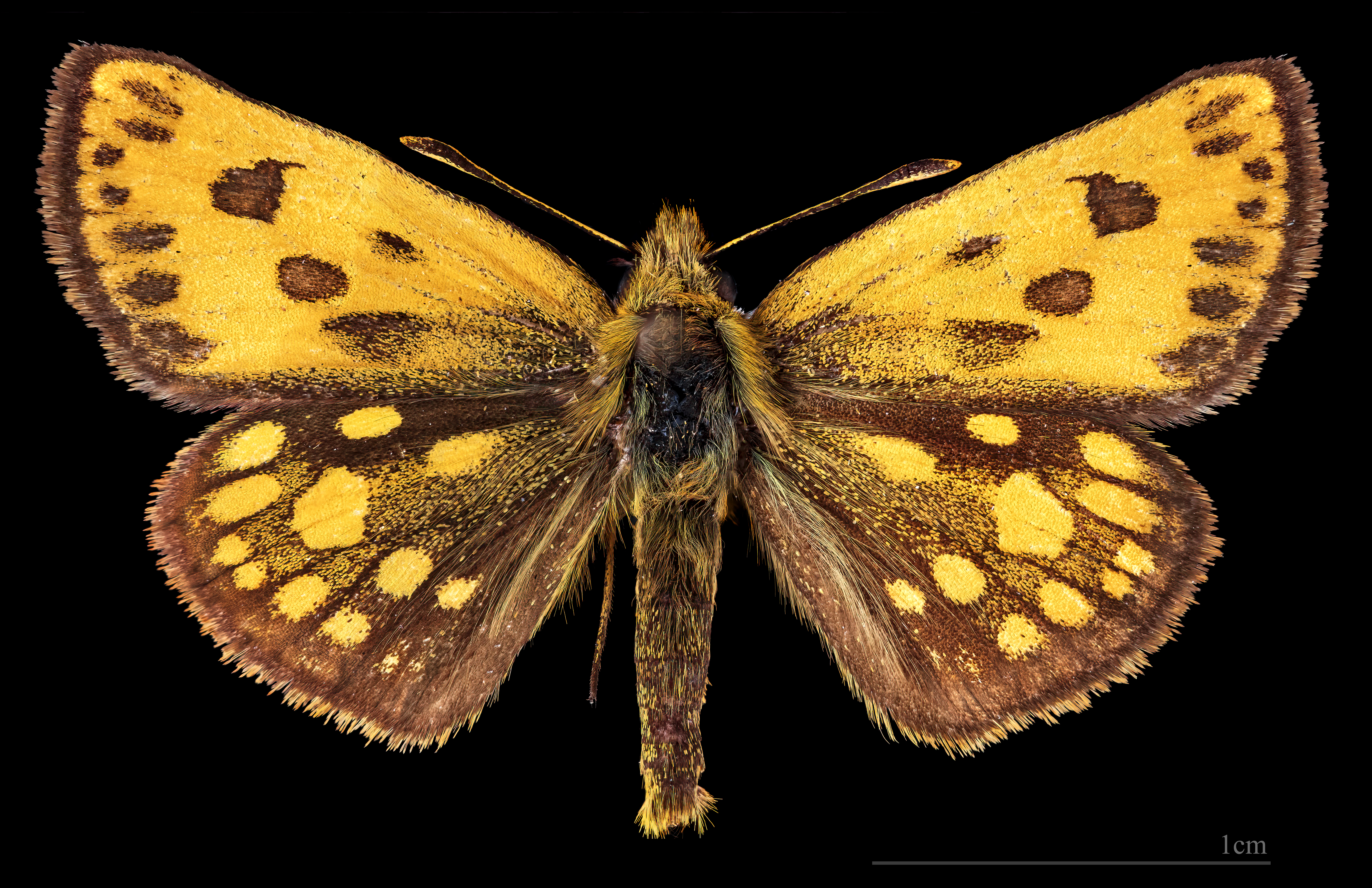
Carterocephalus silvicola ♂
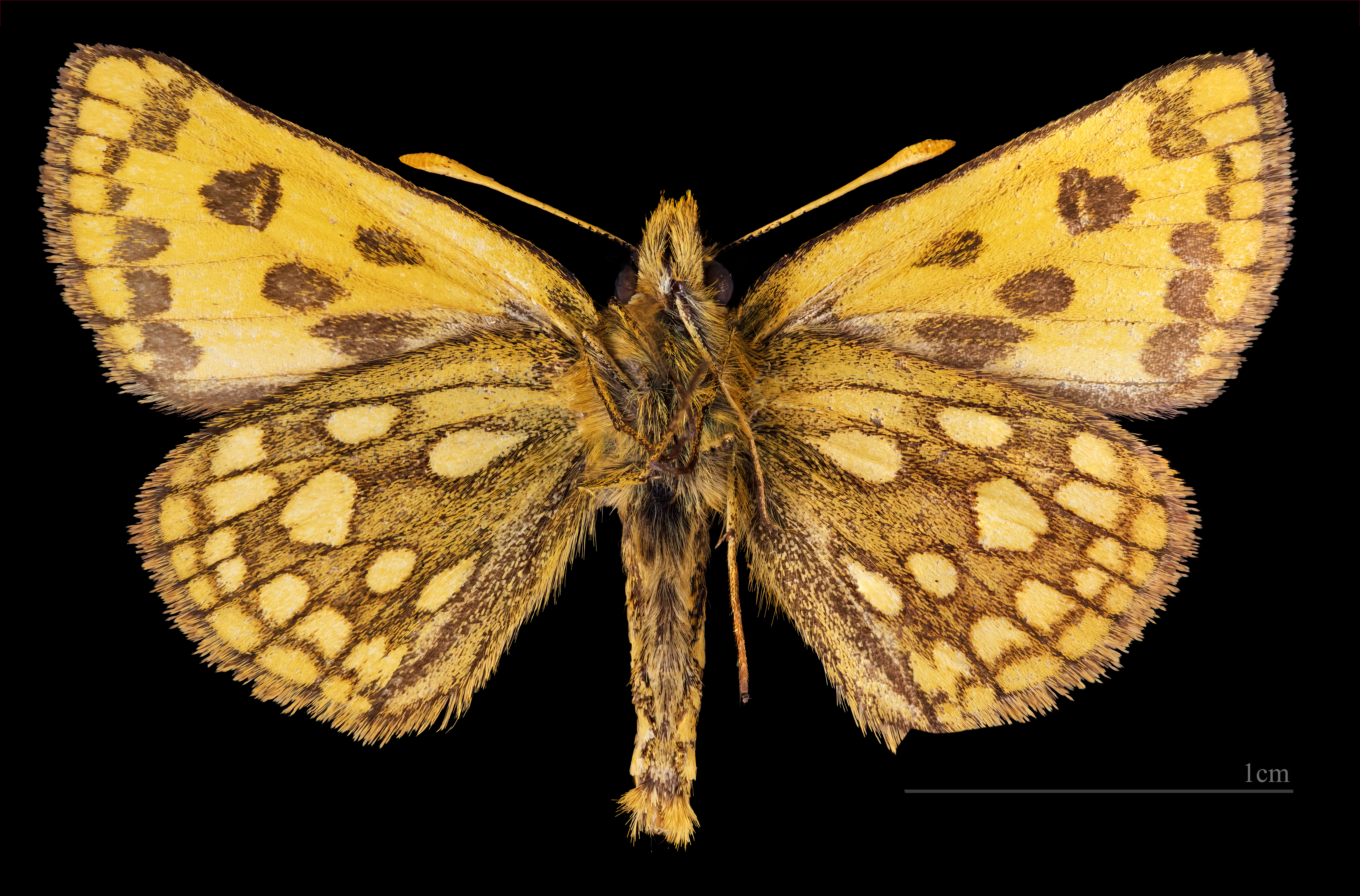
♂ △
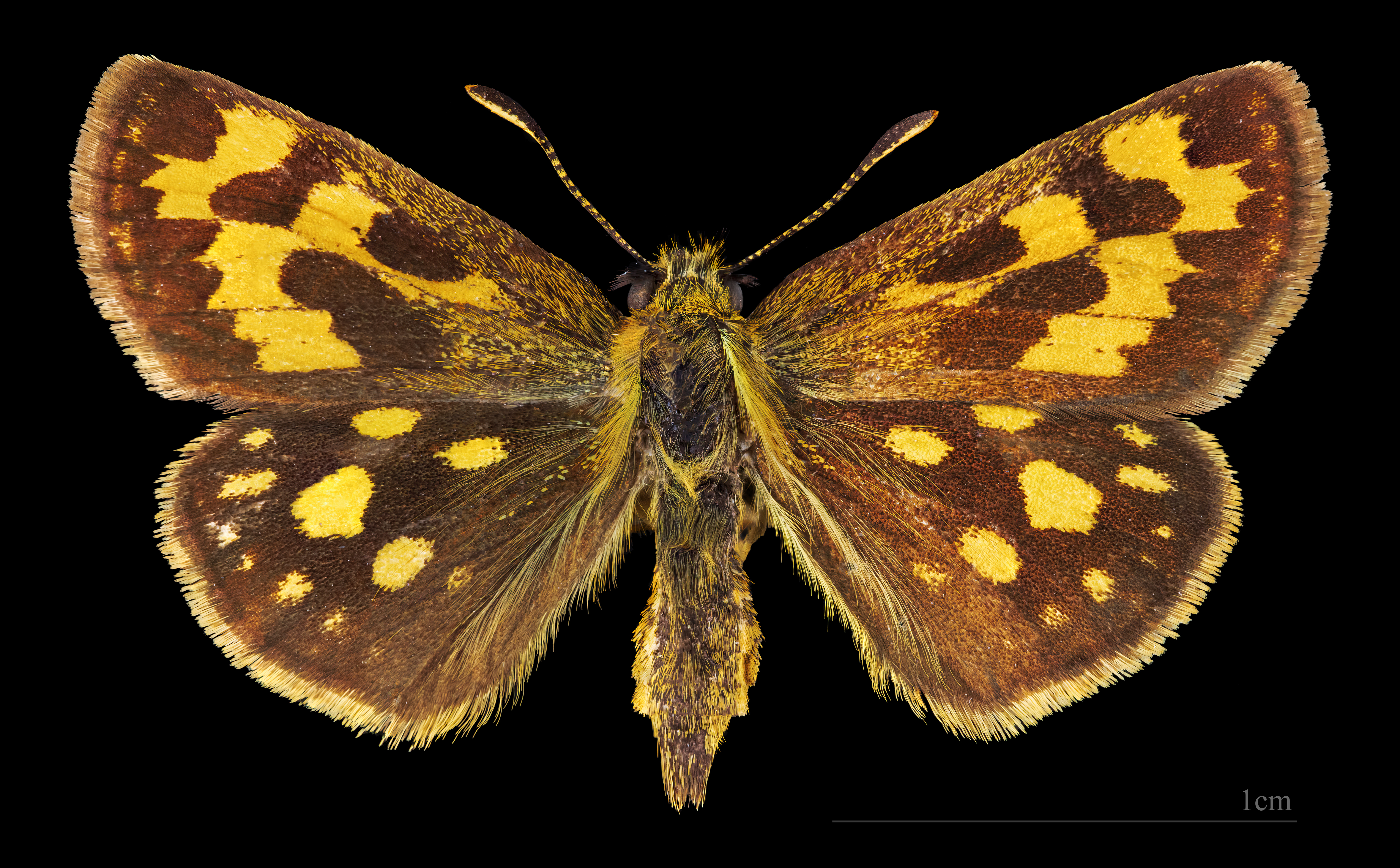
♀
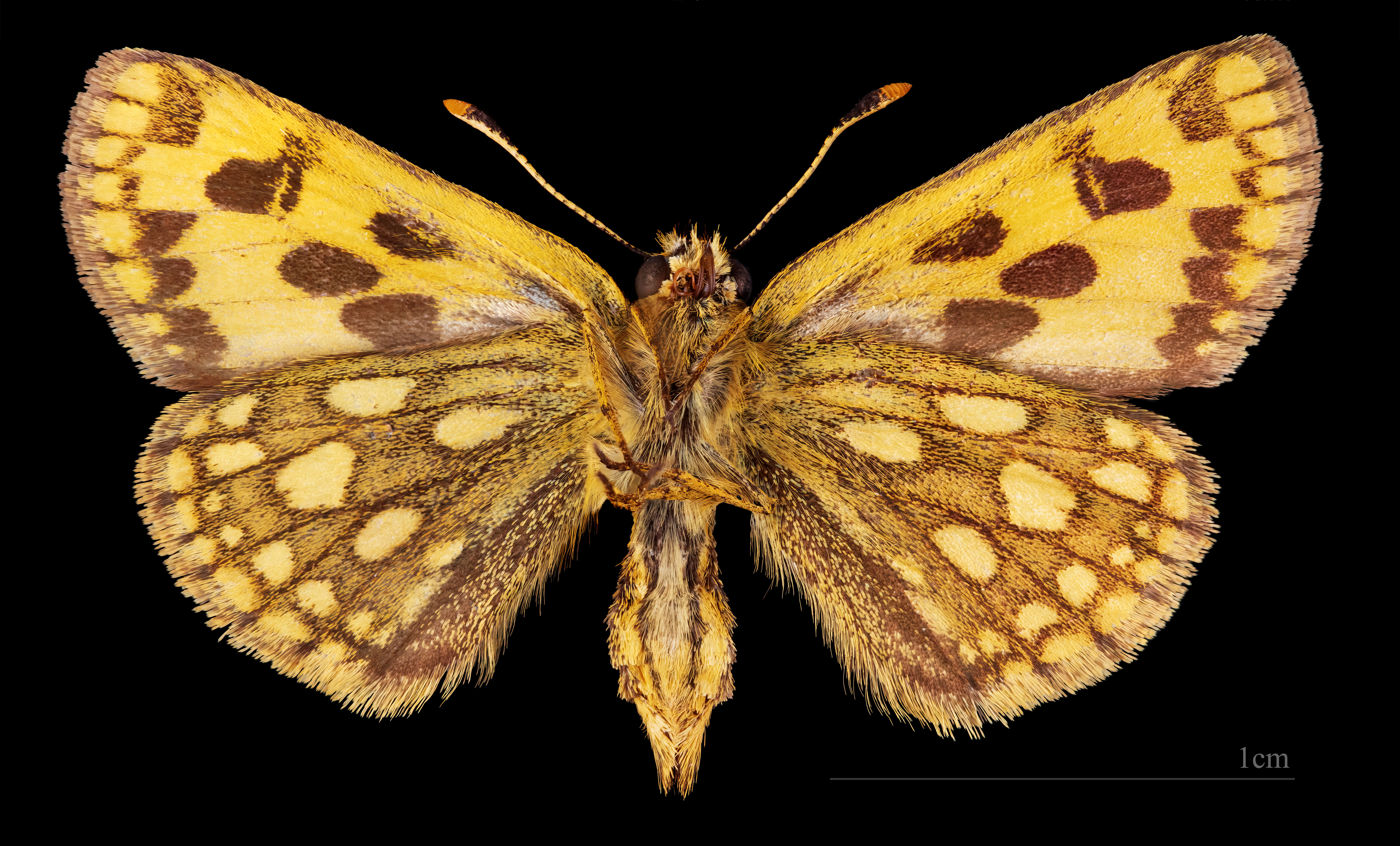
♀ △

Värdväxter, det vill säga de växter som larven äter av och lever på, är olika gräs, till exempel hässlebrodd, brunrör och arter i kamäxingssläktet.
Flygtiden, den period när fjärilen är fullvuxen, imago, infaller från maj till juli.

## Utbredning
Den svartfläckiga glanssmygarens utbredningsområde sträcker sig från norra Europa och vidare österut genom Sibirien till Amurområdet, Kamtjatka och Japan. I Sverige förekommer den framför allt i Mellansverige, men har sedan början av 1900-talet utvidgat området så att det i början av 2000-talet sträcker sig från norra Västergötland och norra Östergötland i söder till Jämtland och Norrbotten i norr.